# Ugafe
Cutauiré ou Ugafe foi um faraó da XIII dinastia, conhecido por várias fontes, incluindo uma estela e estátuas. Há um general conhecido por um escaravelho com o mesmo nome, que possivelmente seja idêntico a este rei.

## Atestados

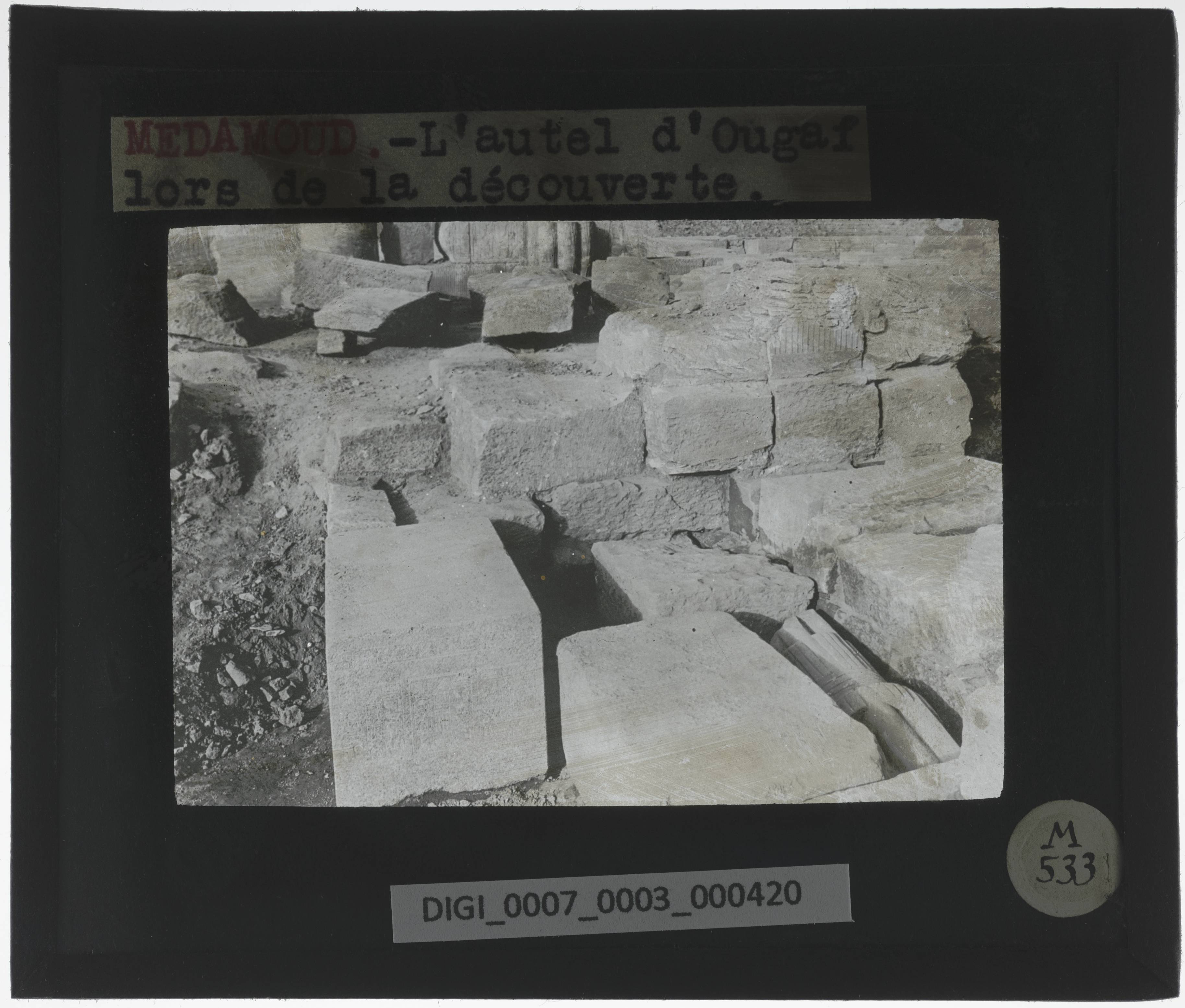
Altar de Ugafe localizada no Templo de Montu, em Medamude

Um rei com o nome de Cutauiré aparece na Lista de Reis de Turim como o primeiro governante da XIII dinastia egípcia. No entanto, alguns pesquisadores — especialmente Kim Ryholt — argumentam que o escritor da lista de reis confundiu o nome Khutawyre com o de Sequenré Cutaui Sebecotepe e, consequentemente, colocou Ugafe como o primeiro faraó da XIII dinastia, quando ele deveria ter sido colocado no meio dela. Em particular, Sequenré Cutaui é considerado por Ryholt e outros egiptólogos, incluindo Darrell Baker, como o primeiro faraó da XIII dinastia e filho de Amenemés IV.
Em Abidos, uma estela datada de um ano de reinado 4 e dedicada a preservar a estrada da procissão na área de Uepuauete (Museu Egípcio JE 35256) foi usurpada por Neferotepe I, mas Anthony Leahy sugeriu que foi originalmente emitida pela Ugafe, uma opinião compartilhada por Darrell Baker mas não por Ryholt, que sugeriu que o emissor original da estela era mais provavelmente outro faraó da XIII dinastia, Sete Meribré.